# Gino Pelizzola
Gino Pelizzola (Viadana, 23 ottobre 1906 – Reggio Emilia, 27 ottobre 1990) è stato un artista e grafico italiano.
Dotato di un talento innato per il disegno fin da giovane età, si affaccia al mondo dell’arte grazie ad Enrico Barbieri, pittore che gli trasmette la prima formazione presso la Scuola d’Arti e Mestieri di Viadana.
Terminati gli studi, Pelizzola inizia a fare il disegnatore di professione, lavorando nel campo della grafica pubblicitaria, della cartellonistica e delle tavole di architettura.
Nel 1938 si trasferisce da Viadana a La Spezia per avviare la sua attività di grafico in una realtà urbana di maggiore respiro, ma lo scoppio della Secondo Conflitto Mondiale che avverrà di lì a pochi anni lo costringeranno a rimandare al dopoguerra i suoi piani.
Finita la guerra, Pelizzola si dedicherà a diversi lavori editoriali, tra i quali i più famosi “Spina nella storia della ceramica greca” (1967) e “La Musicalità della grafica greca” (1968) in cui l'artista rielabora svariati disegni legati alla produzione vascolare attica del V secolo. Questi disegni avevano la particolarità di riportare le pitture vascolari per intero e senza le distorsioni dell’immagine dovuta alla sua rappresentazione su di un piano tridimensionale, grazie ad un accorto e difficile lavoro di proiezione geometrica. Il risultato di questa sua nuova e paziente attività viene riconosciuto persino dall’allora massimo ceramologo vivente, sir John Davidson Beazley.
Il critico d'arte Miklos Nicola Varga, autore di svariati libri tra cui “Dall'arte nella storia alla storia nell'arte, 1100-1925” nel 1981 ne elogia l'opera.

## Galleria d'immagini

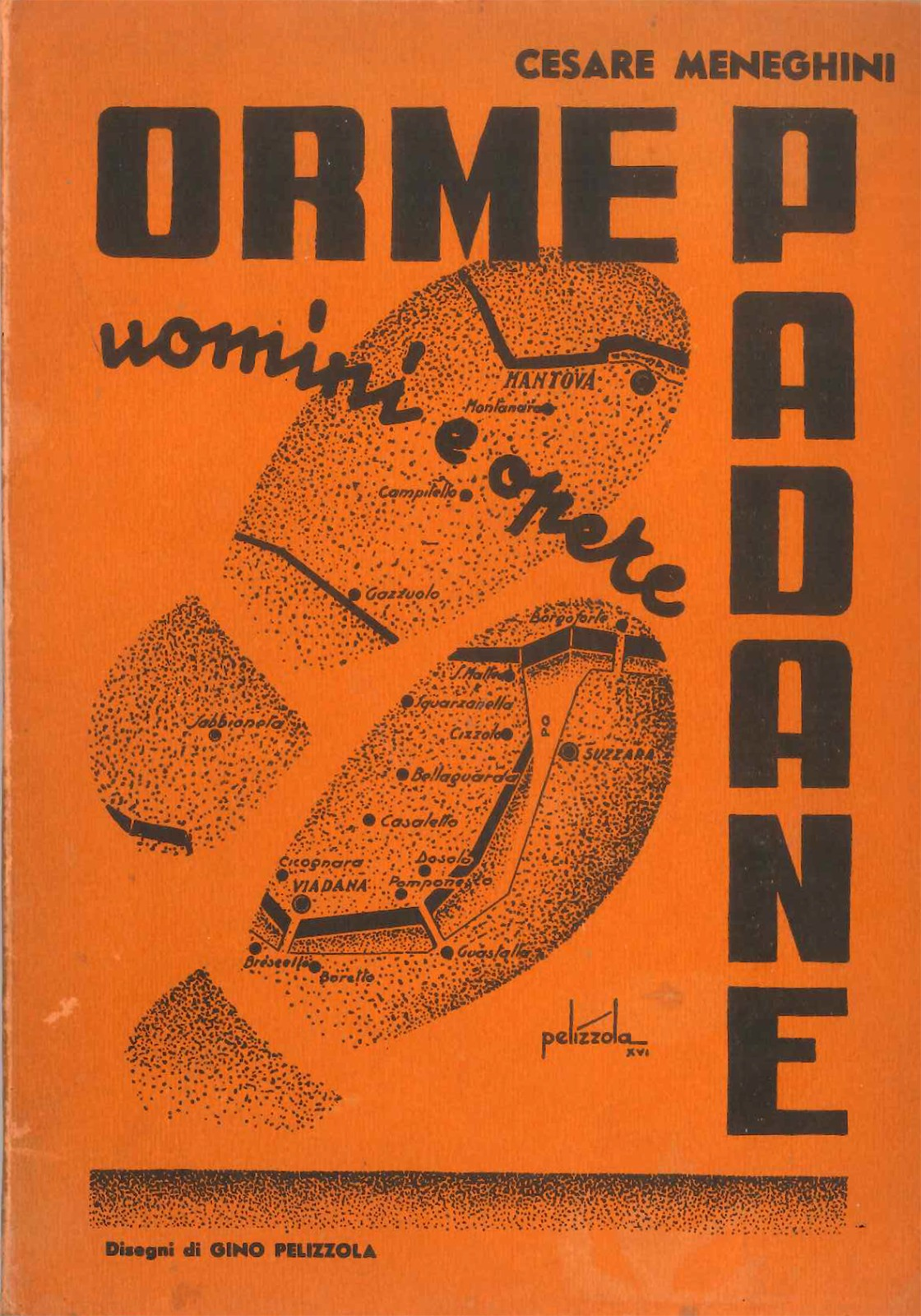
il libro "Orme Padane: Uomini e Opere" di Cesare Meneghini del 1938, per il quale Pelizzola curerà la copertina e le illustrazioni
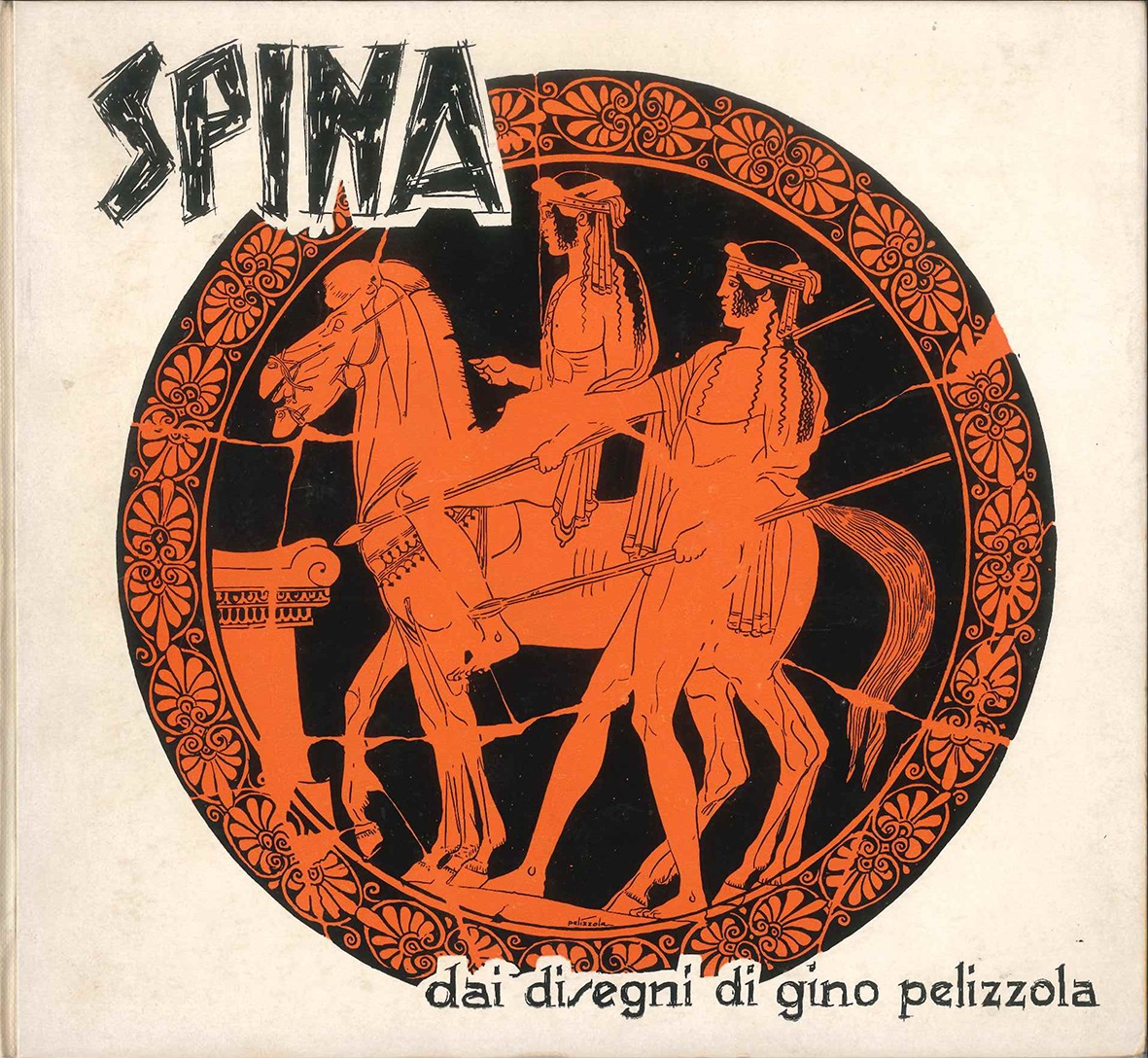
Spina: dai disegni di Gino Pelizzola
PIttore dei Niobidi - Amazzonomachia, disegno di Gino Pelizzola. Il vaso da cui è tratto il disegno è conservato nel Museo Archeologico Nazionale di Ferrara